# زنگنه (سنقر)
زنگنه (سنقر)، روستایی از توابع بخش مرکزی شهرستان سنقر در استان کرمانشاه ایران است.

## جمعیت
این روستا در دهستان سرآب قرار دارد و براساس سرشماری مرکز آمار ایران در سال ۱۳۸۵، جمعیت آن ۲۰۴ نفر (۵۱خانوار) بوده‌است.